# Championnats panarabes d'athlétisme 2007
Navigation
Édition précédente Édition suivante
Les Championnats panarabes d'athlétisme 2007  ont eu lieu à Amman en Jordanie.  Ils ont enregistré la participation  de 17  pays arabes  représentés par 271 athlètes chez les hommes et 156 athlètes chez les dames.Le Maroc qui revient à cette compétition après une longue absence a remporté le titre grâce notamment à ses athlètes dames qui ont remporté 9 titres loin devant le Soudan et le Bahreïn (4 titres).   Chez les hommes,  l’Arabie saoudite  (6 titres)  devance le  Maroc (5 titres),  le Koweït et le Qatar (3 titres). 
La sprinteuse Roqaya Al-Ghassra s’est distinguée en remportant 2 titres et en battant 2 records arabes. 

## Résultats

### Hommes
| Event                 | Or                                          | Or                 | Argent                                | Argent             | Bronze                          | Bronze             |
| --------------------- | ------------------------------------------- | ------------------ | ------------------------------------- | ------------------ | ------------------------------- | ------------------ |
| 100 mètres (-1,1 m/s) | Yahya Hassan Habib Arabie saoudite          | 10 s 42            | Omar Mustafa Égypte                   | 10 s 45            | Al Walid Abdullah Ibrahim Qatar | 10 s 47            |
| 200 mètres (+2,1 m/s) | Al Walid Abdullah Ibrahim Qatar             | 20 s 94            | Hamed Hamdan al-Bishi Arabie saoudite | 21 s 06            | Khalil El Hanahna Jordanie      | 21 s 11            |
| 400 mètres            | Ismail Dayf Maroc                           | 46 s 30            | Hamed Hamdan al-Bishi Arabie saoudite | 46 s 34            | Ali Nagmeldin Soudan            | 46 s 81            |
| 800 mètres            | Abubaker Kaki Soudan                        | 1 min 45 s 9       | Belal Mansoor Ali Bahreïn             | 1 min 46 s 8       | Samir Khedar Algérie            | 1 min 47 s 5       |
| 1 500 mètres          | Mohamed Moustaoui Maroc                     | 3 min 36 s 90      | Belal Mansoor Ali Bahreïn             | 3 min 43 s 26      | Abdallah Abdelgadir Soudan      | 3 min 44 s 74      |
| 5 000 mètres          | Mohamed Amyn Maroc                          | 13 min 53 s 48     | Jamal Bilal Qatar                     | 13 min 54 s 39     | Ali Hasan Mahboob Bahreïn       | 13 min 54 s 47     |
| 10 000 mètres         | Mohamed Amyn Maroc                          | 28 min 26 s 2      | Ali Hasan Mahboob Bahreïn             | 28 min 26 s 6      | Ahmed Badday Maroc              | 28 min 27 s 4      |
| Semi-marathon         | Mustafa Ahmed Shebto Qatar                  | 1 h 2 min 21 s     | Ali Mabrook LBA                       | 1 h 2 min 47 s     | Khalid Kamel Khalid Bahreïn     | 1 h 3 min 29 s     |
| 3000 mètres steeple   | Tareq Mubarak Taher Bahreïn                 | 8 min 31 s 08      | Thamer Kamal Qatar                    | 8 min 32 s 54      | Jamal Belal Salim Qatar         | 8 min 36 s 64      |
| 110 mètres haies      | Mohamed Issa Al-Dhaouadi Qatar              | 13 s 94            | AbdulRahman Idris Égypte              | 14 s 13            | Fawzi al-Shammari Koweït        | 14 s 17            |
| 400 mètres haies      | Idris Al-Hawasawi Arabie saoudite           | 51 s 14            | Ali Obeidullah Émirats arabes unis    | 52 s 31            | Hafez Mohamed Soudan            | 52 s 61            |
| Saut en hauteur       | Jean-Claude Rabbath Liban                   | 2,23 m             | Jamil Fakhry Arabie saoudite          | 2,20 m             | Majd Eldine Ghazal Syrie        | 2,17 m             |
| Saut à la perche      | Ali Sabagha Koweït                          | 5,10 m             | Karim Mefhoum Maroc                   | 5,05 m             | Fahd Badr El-Mershad Koweït     | 5,00 m             |
| Saut en longueur      | Mohamed Salman al-Khuwalidi Arabie saoudite | 7,95 m (0,0 m/s)   | Tarik Bougtaib Maroc                  | 7,79 m (0,0 m/s)   | Saleh al-Haddad Koweït          | 7,70 m (-2,1 m/s)  |
| Triple saut           | Tarik Bougtaib Maroc                        | 16,39 m (-1,7 m/s) | Mohamed Awadh-Allah Qatar             | 15,99 m (-1,0 m/s) | Mohamed Yusuf Bahreïn           | 15,85 m (-2,1 m/s) |
| Lancer du poids       | Ahmed Gholoum Koweït                        | 19,18 m            | Yasser Fathy Ibrahim Égypte           | 18,70 m            | Mustafa Abdelmoati Égypte       | 18,10 m            |
| Lancer du disque      | Omar Ahmed El Ghazaly Égypte                | 63,66 m            | Yasser Fathy Ibrahim Égypte           | 59,71 m            | Rashed Al-Dussary Qatar         | 58,84 m            |
| Lancer du marteau     | Ali Al-Zinkawi Koweït                       | 76,90 m            | Mohamed Al Gowhar Koweït              | 67,48 m            | Ahmed Abduraouf Égypte          | 66,44 m            |
| Lancer du javelot     | Mohamed Ali Kbabou Tunisie                  | 71,54 m            | Firas Al-Mahameed Syrie               | 68,60 m            | hamad Khalifa Jaber Qatar       | 67,83 m            |
| Décathlon             | Mohamed Al-Qaree Arabie saoudite            | 7366 pts           | Ahmad Hassan Moussa Qatar             | 7078 pts           | Larbi Bouraada Algérie          | 7046 pts           |
| 20 km marche          | Hassanine Sebei Tunisie                     | 1 h 26 min 13 s    | Hichem Medjeber Algérie               | 1 h 35 min 12 s    | Walid Ahmed Al-sabbahy Qatar    | 1 h 36 min 13 s    |
| Relais 4 × 100 mètres | Arabie saoudite                             | 39 s 53            | Qatar                                 | 40 s 25            | Oman                            | 40 s 93            |
| Relais 4×400 mètres   | Arabie saoudite                             | 3 min 7 s 76       | Maroc                                 | 3 min 8 s 35       | Soudan                          | 3 min 10 s 56      |

## Tableau des médailles

### Classement général
| Rang | Nation              | Or | Argent | Bronze | Total |
| ---- | ------------------- | -- | ------ | ------ | ----- |
| 1    | Maroc               | 14 | 8      | 4      | 26    |
| 2    | Arabie saoudite     | 6  | 3      | 0      | 9     |
| 3    | Bahreïn             | 5  | 5      | 6      | 16    |
| 4    | Soudan              | 5  | 3      | 7      | 15    |
| 5    | Tunisie             | 5  | 2      | 0      | 7     |
| 6    | Égypte              | 4  | 9      | 6      | 19    |
| 7    | Qatar               | 3  | 4      | 6      | 13    |
| 8    | Koweït              | 3  | 1      | 3      | 7     |
| 9    | Liban               | 1  | 2      | 0      | 3     |
| 10   | Syrie               | 0  | 3      | 5      | 8     |
| 11   | Algérie             | 0  | 2      | 4      | 6     |
| 12   | Jordanie            | 0  | 1      | 5      | 6     |
| 13   | Émirats arabes unis | 0  | 1      | 0      | 1     |
| 13   | Oman                | 0  | 1      | 0      | 1     |
| 13   | Libye               | 0  | 1      | 0      | 1     |
| 16   | Iraq                | 0  | 0      | 0      | 0     |
| 16   | Palestine           | 0  | 0      | 0      | 0     |
| -    | Total               | 46 | 46     | 46     | 138   |

### Hommes
| Rang | Nation              | Or | Argent | Bronze | Total |
| ---- | ------------------- | -- | ------ | ------ | ----- |
| 1    | Arabie saoudite     | 6  | 3      | 0      | 9     |
| 2    | Maroc               | 5  | 3      | 1      | 9     |
| 3    | Qatar               | 3  | 4      | 6      | 13    |
| 4    | Koweït              | 3  | 1      | 3      | 7     |
| 5    | Tunisie             | 2  | 0      | 0      | 2     |
| 6    | Égypte              | 1  | 4      | 2      | 7     |
| 7    | Bahreïn             | 1  | 3      | 3      | 7     |
| 8    | Soudan              | 1  | 0      | 4      | 5     |
| 9    | Liban               | 1  | 0      | 0      | 1     |
| 10   | Algérie             | 0  | 1      | 2      | 3     |
| 11   | Syrie               | 0  | 1      | 1      | 2     |
| 12   | Émirats arabes unis | 0  | 1      | 0      | 1     |
| 12   | Oman                | 0  | 1      | 0      | 1     |
| 12   | Libye               | 0  | 1      | 0      | 1     |
| 15   | Jordanie            | 0  | 0      | 1      | 1     |
| 16   | Iraq                | 0  | 0      | 0      | 0     |
| 16   | Palestine           | 0  | 0      | 0      | 0     |
| -    | Total               | 23 | 23     | 23     | 69    |

### Dames
| Rang | Nation    | Or | Argent | Bronze | Total |
| ---- | --------- | -- | ------ | ------ | ----- |
| 1    | Maroc     | 9  | 5      | 3      | 17    |
| 2    | Soudan    | 4  | 3      | 3      | 10    |
| 3    | Bahreïn   | 4  | 2      | 3      | 9     |
| 4    | Égypte    | 3  | 5      | 4      | 12    |
| 5    | Tunisie   | 3  | 2      | 0      | 5     |
| 6    | Syrie     | 0  | 2      | 4      | 6     |
| 7    | Liban     | 0  | 2      | 0      | 2     |
| 8    | Jordanie  | 0  | 1      | 4      | 5     |
| 9    | Algérie   | 0  | 1      | 2      | 3     |
| 10   | Palestine | 0  | 0      | 0      | 0     |
| -    | Total     | 23 | 23     | 23     | 69    |